# Connecticut
Connecticut (englisch Connecticutⓘ [kəˈnetɪkət]) ist ein Bundesstaat im Nordosten der Vereinigten Staaten und Teil der Region Neuengland. Er grenzt im Osten an Rhode Island, im Norden an Massachusetts, im Westen an New York und im Süden an den Long Island Sound, einen Meeresarm des Atlantiks. Die Hauptstadt ist das im Zentrum des Staates gelegene Hartford, die bevölkerungsreichste Stadt ist Bridgeport (148.000 Einwohner). Weitere Großstädte sind Stamford, New Haven und Waterbury. Connecticut liegt zwischen den großen Verkehrsknotenpunkten New York City und Boston entlang des Nordostkorridors, wo sich die New York-Newark Combined Statistical Area, zu der vier der sieben größten Städte Connecticuts gehören, bis in den südwestlichen Teil des Bundesstaates erstreckt. Connecticut ist der flächenmäßig drittkleinste Bundesstaat nach Rhode Island und Delaware, aber der 29. bevölkerungsreichste mit mehr als 3,6 Millionen Einwohnern im Jahr 2024, womit er an vierter Stelle der am dichtesten besiedelten Bundesstaaten steht.
Connecticut war eine der dreizehn Kolonien, die während des Amerikanischen Unabhängigkeitskrieges gegen das Königreich Großbritannien rebellierten. Der Name entstand aus der französischen Verballhornung der moheganischen Bezeichnung quinnehtukqut für den Connecticut River, das so viel wie „langer Fluss (der Gezeiten)“ bedeutet. Vor der Ankunft der ersten europäischen Siedler war die Region von verschiedenen Algonkin-Stämmen bewohnt. Im Jahr 1633 gründete die Niederländische Westindien-Kompanie eine kleine, kurzlebige Siedlung namens House of Hope in Hartford. Die Hälfte von Connecticut wurde ursprünglich von der niederländischen Kolonie Neu-Niederlande (Nieuw Nederland) beansprucht, die einen Großteil des Landes zwischen den Flüssen Connecticut River und Delaware River umfasste, obwohl die ersten größeren Siedlungen etwa zur gleichen Zeit von den Engländern gegründet wurden. Thomas Hooker führte eine Gruppe von Anhängern aus der Massachusetts Bay Colony an, um die Connecticut Colony zu gründen, während andere Siedler aus Massachusetts die Saybrook Colony und die New Haven Colony gründeten; beide waren bis 1664 in der ersten Kolonie aufgegangen.
Der Bundesstaat trägt den offiziellen Beinamen The Constitution State (Verfassungsstaat), der 1959 durch Gesetzesakt angenommen wurde. Er bezieht sich auf die 1639 von der Kolonie Connecticut angenommene Grundordnung, die von einigen als erste schriftliche Verfassung in der westlichen Geschichte angesehen wird. Darüber hinaus wird der Bundesstaat auch Provision State (Proviantstaat) genannt. Diese Bezeichnung rührt daher, dass während des Amerikanischen Unabhängigkeitskrieges die Kontinentalarmee von Connecticut aus mit Proviant versorgt wurde; der Bundesstaat selbst erlebte kaum Kämpfe auf eigenem Gebiet.
Connecticut ist ein sehr entwickelter und wohlhabender Bundesstaat, der auf dem Index für menschliche Entwicklung und bei verschiedenen Einkommensmetriken – mit Ausnahme der Gleichheit – gut abschneidet. Connecticut beherbergt eine Reihe angesehener Bildungseinrichtungen, darunter die Yale University in New Haven sowie weitere Hochschulen für freie Künste und private Internatsschulen im und um den „Knowledge Corridor“. Aufgrund seiner geografischen Lage hat Connecticut eine starke maritime Tradition bewahrt; die United States Coast Guard Academy befindet sich in New London an der Themse. Durch die großen Unternehmen Pratt & Whitney und Sikorsky Aircraft, die ihren Hauptsitz in East Hartford bzw. Stratford haben, ist der Bundesstaat auch eng mit der Luft- und Raumfahrtindustrie verbunden. Historisch gesehen war Connecticut ein Zentrum für die Herstellung von Waffen, Eisenwaren und Uhren. Wie der Rest der Region hat sich die Wirtschaft von Connecticut auf den Finanz-, Versicherungs- und Immobiliensektor verlagert; viele multinationale Unternehmen, die solche Dienstleistungen anbieten, sind in der Landeshauptstadt Hartford und entlang der Gold Coast in Fairfield County zu finden.

## Geografie
Connecticut, der drittkleinste Bundesstaat der USA, liegt im Nordosten der USA am Atlantischen Ozean. Der Staat erstreckt sich über 177 km zwischen 40°58′N und 42°3′N sowie über 113 km zwischen 71°47′W und 73°44′W. Connecticut grenzt im Norden an Massachusetts, im Osten an Rhode Island, im Süden an den Long Island Sound und im Westen an New York. Durchflossen wird der Staat vom größten Fluss Neuenglands: dem Connecticut River. 1.809 km² (12,6 Prozent) der Fläche des Landes ist von Wasser bedeckt, und 56 bis 63 Prozent der Landfläche ist bewaldet, sonst kennzeichnen Hügel, Seen und Ebenen (einschließlich der 16 km breiten Küstenebene) das Land. Ein Teil der Appalachen bildet die höchsten Erhebungen (Mount Frissell 725 m) des Staates.

## Gliederung
Connecticut ist in acht Countys unterteilt: Fairfield, Hartford, Litchfield, Middlesex, New Haven, New London, Tolland und Windham. Diese haben nur noch Bedeutung als Polizei- und Gerichtsbezirke, die County-Verwaltungen wurden 1960 abgeschafft und alle Befugnisse der nächstniedrigen Stufe, den towns übertragen.
Infolge der Auflösung der County-Verwaltungen wurde der Staat in neun Planungsregionen unterteilt: Capitol Planning Region, Greater Bridgeport, Lower Connecticut River Valley, Naugatuck Valley, Northeastern Connecticut, Northwest Hills, South Central Connecticut, Southeastern Connecticut und Western Connecticut. In jeder dieser Region besteht ein Rat der Gemeindeverwaltungen (Council of Governments), in dem die Bürgermeister beziehungsweise die Gemeinderatsvorsitzenden einen Sitz halten. Im Jahr 2017 beantragte Connecticut, diese Planungsregionen als den Countys anderer Staaten gleichzusetzende Organe anzuerkennen. Diesem Antrag wurde seitens des Census-Büros sowie dem Wirtschaftsministerium im Jahr 2022 stattgegeben. Damit können die statistischen Daten erhoben werden, auf Grundlage derer unter anderem Bundesbeihilfen für Countys beantragt und bemessen werden können.

## Flagge
Die Flagge von Connecticut ist blau, es erinnert an die Uniformfarbe der Miliz des Staates. In der Mitte befindet sich auf einem Wappen das Siegel Connecticuts. Auf ihm sind drei Weinreben mit jeweils drei roten Weintrauben-Rispen zu sehen. Man vermutet auch, dass die drei Rispen die drei Kolonien New Haven, Saybrook und Hartford repräsentieren sollen. Unten auf dem Banner steht Qui Transtulit Sustinet was so viel bedeutet wie „Wer hinüberbrachte, besteht“. Einige Deutungen dieses Mottos beziehen es auf die Bibel (Psalm 80,9 ): “Vineam de Aegypto transtulisti, eiecisti gentes et plantasti eam” und übersetzen freier: „Wer verpflanzte, wird überdauern“. Das Siegel war früher das Siegel der Saybrook Colony und wurde an die Connecticut Colony weitergegeben, als Colonel George Fenwick es aus England 1639 mitbrachte.

## Geschichte
Der Niederländer Adriaen Block kam 1614 als erster Europäer nach Connecticut. Zu dieser Zeit lebten 16 Algonkin-Indianervölker mit 6.000–7.000 Menschen dort.
1633 kamen aus der Massachusetts Bay Colony die ersten Engländer ins Land. Zwei Jahre später wurden die Siedlungen Windsor und Wethersfield gegründet. Thomas Hooker gründete 1636 Hartford. Die drei Siedlungen schlossen sich 1639 zur Kolonie Connecticut zusammen. Im selben Jahr wurde die Kolonie New Haven gegründet. 1662 erhielt Connecticut eine von König Karl II. genehmigte Autonomie sowie eine eigene Verfassung. 1665 kam es zum Zusammenschluss von Connecticut und New Haven.

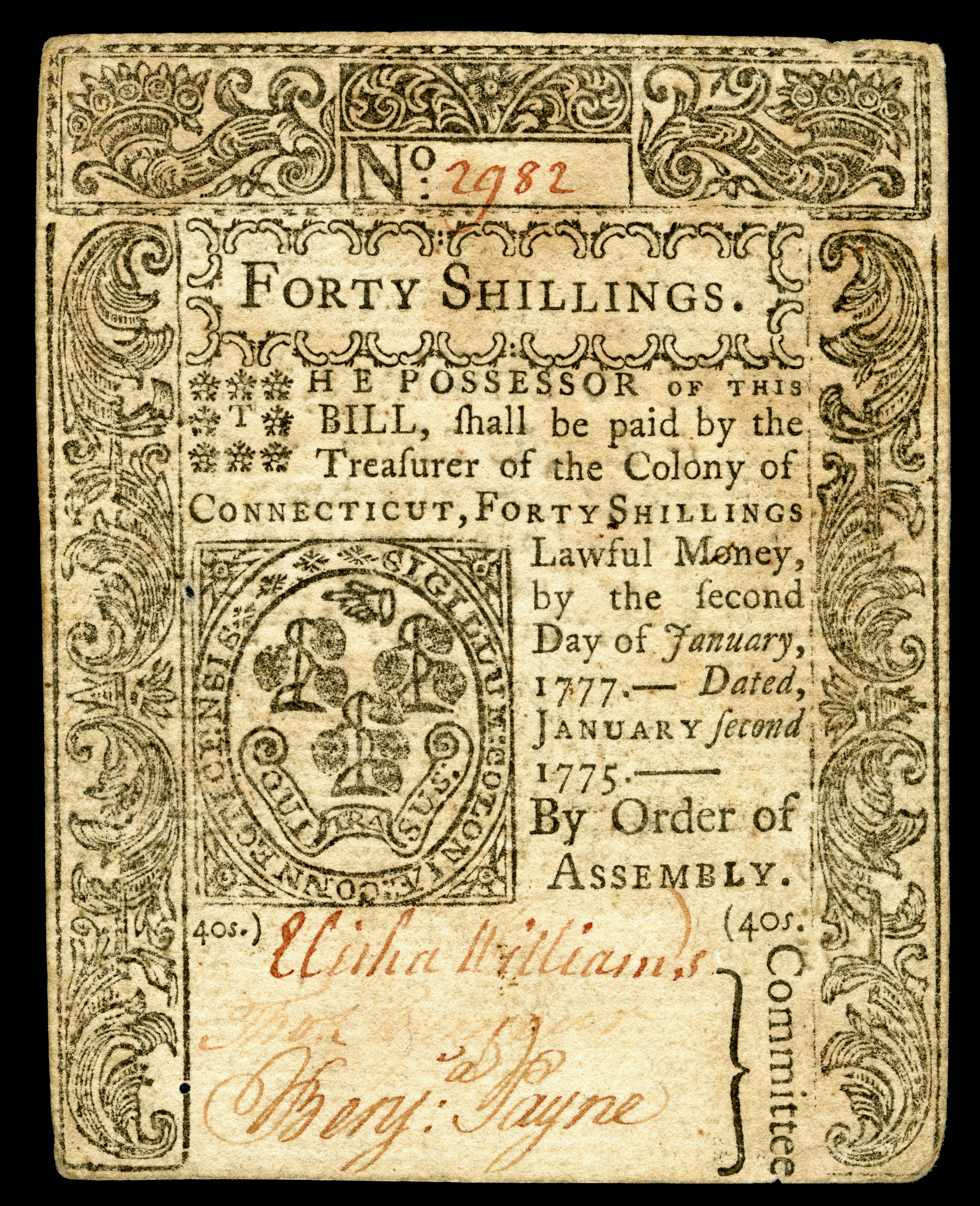
Kolonialwährung

Die Planung eines Zusammenschlusses mit dem Dominion of New England erfolgte 1685. Zwei Jahre später wollte König Jakob II. die Verfassung von 1662 rückgängig machen. Nach dem Sturz von König Jakob II. 1688 konnte Connecticut im Juli 1689 die Autonomie zurückgewinnen.
Im Juli 1776 erklärte Connecticut als eine der Dreizehn Kolonien die Unabhängigkeit von Großbritannien und wurde am 9. Januar 1788 der fünfte Bundesstaat der Vereinigten Staaten. Die Sklaverei wurde 1848 abgeschafft.

## Bevölkerung

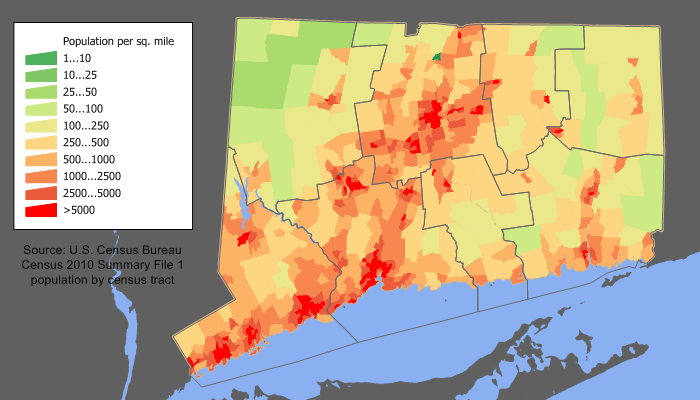
Bevölkerungsdichte

Connecticut hat 3.574.097 Einwohner (Stand: U.S. Census 2010), davon sind 71,2 Prozent Weiße (ohne Hispanics und Latinos), 13,4 Prozent Hispanics oder Latinos, 10,1 Prozent Schwarze oder Afroamerikaner, 3,8 Prozent Asiatische Amerikaner und 0,3 Prozent Native Americans. 322.941 Einwohner (9,0 Prozent der Gesamtbevölkerung) gaben bei der American Community Survey im Jahr 2014 an, deutsche Vorfahren zu haben.
Die Bevölkerung von Connecticut gilt als die ursprünglichste Verkörperung des Yankee.

### Religionen
Die mitgliederstärksten Religionsgemeinschaften waren im Jahre 2000 die römisch-katholische Kirche in den Vereinigten Staaten mit 1.372.562, die United Church of Christ mit 124.770 und die anglikanische Episcopal Church mit 73.550 Anhängern. Jüdischen Gemeinden gehörten 108.280 Mitglieder an.

### Größte Städte
| Ort           |               |  |         | Einwohner |
| Bridgeport    | Bridgeport    |  | 148.456 | 148.456   |
| Stamford      | Stamford      |  | 135.470 | 135.470   |
| New Haven     | New Haven     |  | 134.023 | 134.023   |
| Hartford      | Hartford      |  | 121.054 | 121.054   |
| Waterbury     | Waterbury     |  | 114.403 | 114.403   |
| Norwalk       | Norwalk       |  | 91.184  | 91.184    |
| Danbury       | Danbury       |  | 86.518  | 86.518    |
| New Britain   | New Britain   |  | 74.135  | 74.135    |
| West Hartford | West Hartford |  | 64.083  | 64.083    |
| Greenwich     | Greenwich     |  | 63.518  | 63.518    |
| Census 2020   |               |  |         |           |

## Politik
| Jahr | Demokraten        | Republikaner    |
| ---- | ----------------- | --------------- |
| 2024 | 56,40 % 0.992.053 | 41,89 % 736.918 |
| 2020 | 59,24 % 1.080.680 | 39,21 % 715.291 |
| 2016 | 54,57 % 0.897.572 | 40,93 % 673.215 |
| 2012 | 58,06 % 0.905.109 | 40,72 % 634.899 |
| 2008 | 60,59 % 0.997.773 | 38,22 % 629.428 |
| 2004 | 54,31 % 0.857.488 | 43,95 % 693.826 |
| 2000 | 55,91 % 0.816.015 | 38,44 % 561.094 |
| 1996 | 52,83 % 0.735.740 | 34,69 % 483.109 |
| 1992 | 42,21 % 0.682.318 | 35,78 % 578.313 |
| 1988 | 46,87 % 0.676.584 | 51,98 % 750.241 |
| 1984 | 38,83 % 0.569.597 | 60,73 % 890.877 |
| 1980 | 38,52 % 0.541.732 | 48,16 % 677.210 |
| 1976 | 46,90 % 0.647.895 | 52,06 % 719.261 |
| 1972 | 40,13 % 0.555.498 | 58,57 % 810.763 |
| 1968 | 49,48 % 0.621.561 | 44,32 % 556.721 |
| 1964 | 67,81 % 0.826.269 | 32,09 % 390.996 |
| 1960 | 53,73 % 0.657.055 | 46,27 % 565.813 |

Connecticut ist seit den 1990er-Jahren bei Präsidentschaftswahlen stets näher an die Demokratische Partei herangerückt. Nach der republikanischen Dominanz während der 1970er und 1980er Jahre gewannen die Demokraten Connecticut und seine acht (seit 2004 sieben) Wahlmänner seit der Wahl von 1992 stets deutlich für sich. Mittlerweile ist Connecticut eine der stärksten demokratischen Hochburgen in den USA. Der erste Rückschlag, den die Demokraten in Connecticut seitdem hinnehmen mussten, war der Sieg des ehemaligen Demokraten und dann unabhängigen Kandidaten Joe Lieberman bei der Senatswahl 2006. Nach Liebermans Verzicht auf eine erneute Kandidatur im Jahr 2012 fiel der Sitz mit Chris Murphy wieder an einen Demokraten. Zweiter Senator des Staates ist seit 2011 der Demokrat Richard Blumenthal. Alle fünf Sitze Connecticuts im US-Repräsentantenhaus werden seit dem Jahr 2009 von Demokraten eingenommen.
Seit 2019 ist der Demokrat Ned Lamont als Nachfolger seines Parteikollegen Dan Malloy Gouverneur Connecticuts. Lieutenant Governor (Vizegouverneur) ist Susan Bysiewicz, ebenfalls Demokratin.
Am 25. April 2012 wurde die Todesstrafe in Connecticut abgeschafft und durch lebenslang ohne die Möglichkeit einer Entlassung als neue Höchststrafe ersetzt.

### Gouverneure
- Liste der Gouverneure von Connecticut
- Liste der Vizegouverneure von Connecticut

### Kongress
- Liste der Senatoren der Vereinigten Staaten aus Connecticut
- Liste der Mitglieder des US-Repräsentantenhauses aus Connecticut

### Mitglieder im 118. Kongress
|  | Name                  | Mitglied seit | Parteizugehörigkeit |
|  | --------------------- | ------------- | ------------------- |
|  | John B. Larson        | 1999          | Demokrat            |
|  | Joseph Courtney       | 2007          | Demokrat            |
|  | Rosa DeLauro          | 2017          | Demokrat            |
|  | James A. Himes        | 2009          | Demokrat            |
|  | Jahana Flemming Hayes | 2019          | Demokrat            |

|  | Name                     | Mitglied seit | Parteizugehörigkeit |
|  | ------------------------ | ------------- | ------------------- |
|  | Christopher Scott Murphy | 2013          | Demokrat            |
|  | Richard Blumenthal       | 2011          | Demokrat            |

## Kultur und Sehenswürdigkeiten
Museen
- Yale University Art Gallery

Musik
- Hartford Symphony Orchestra, bekanntestes Orchester Connecticuts
- New Haven Symphony Orchestra, viertältestes Orchester der USA

### Naturdenkmäler

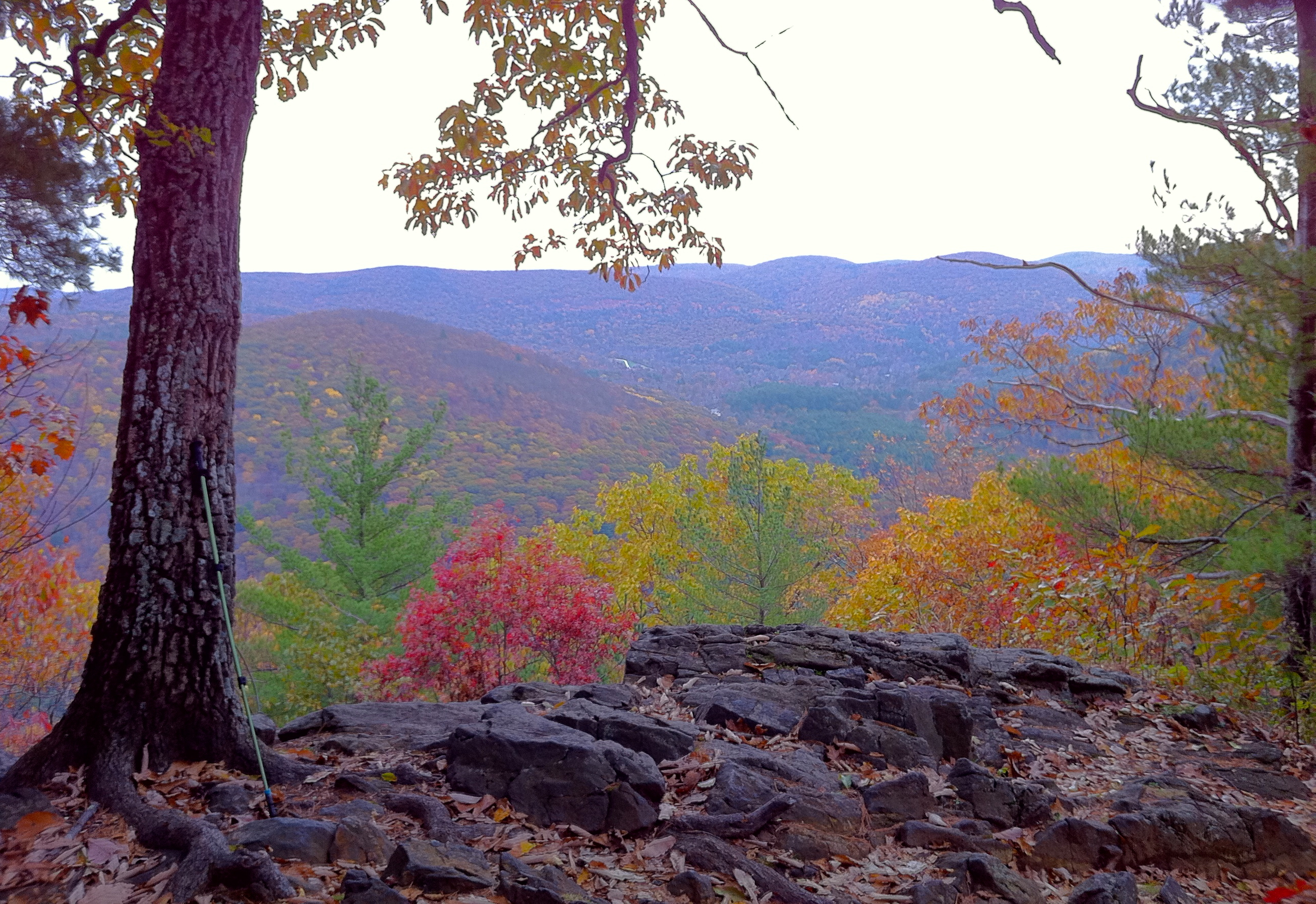
Appalachian Trail (2013)

Der National Park Service (NPS) führt in Connecticut zwei National Scenic Trails und einen National Historic Trail:
- Appalachian Trail
- New England National Scenic Trail
- Washington-Rochambeau Revolutionary Route National Historic Trail

Weiterhin gibt es in Connecticut acht National Natural Landmarks (Stand 30. September 2017).

### Kulturdenkmäler

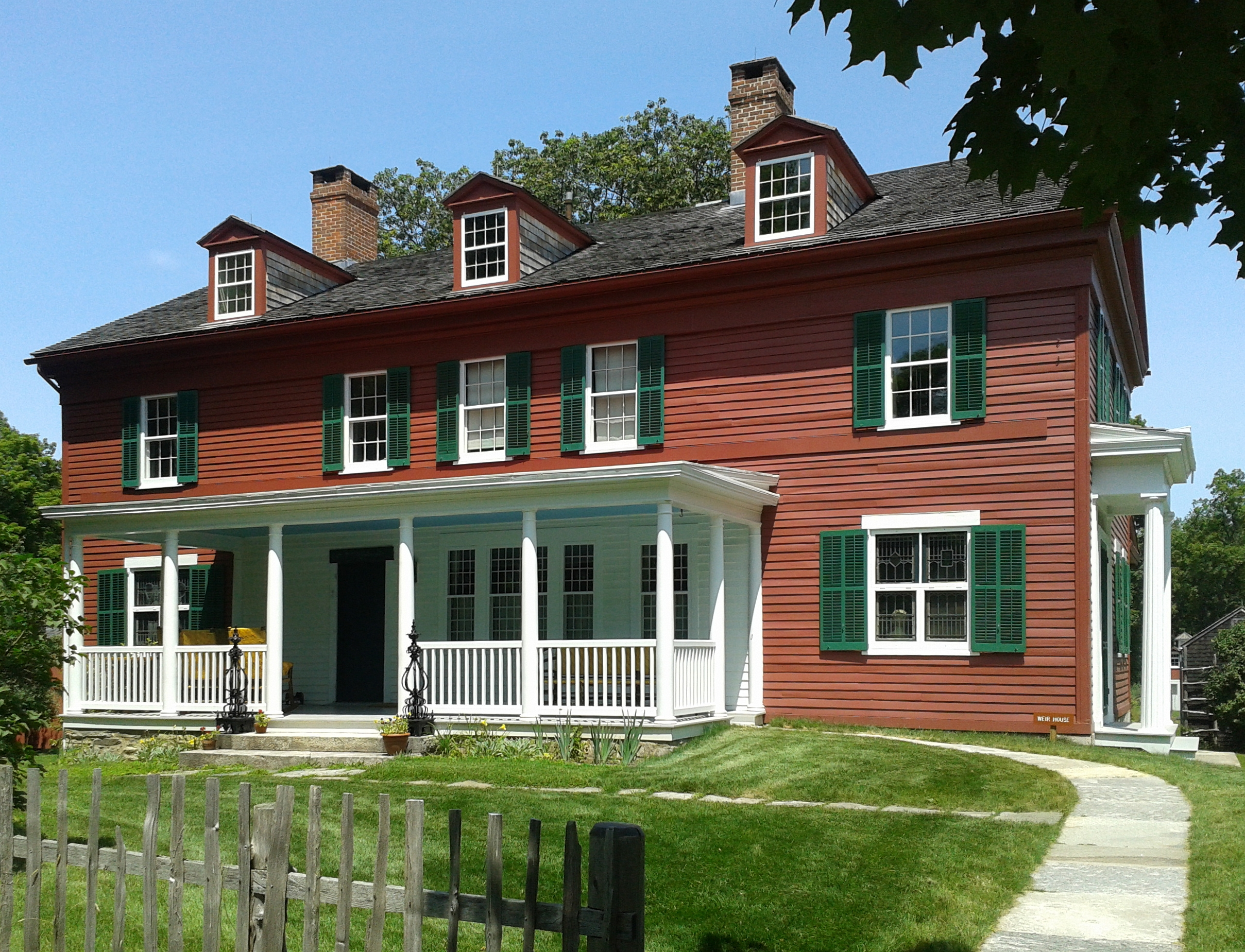
Weir Farm National Historic Site (2014)

Der NPS weist für Connecticut eine National Historic Site und eine National Heritage Area aus:
- Last Green Valley National Heritage Corridor
- Weir Farm National Historic Site

Außerdem gibt es in Connecticut 63 National Historic Landmarks sowie 1615 Bauwerke und Stätten, die im National Register of Historic Places eingetragen sind (Stand 30. September 2017).

## Wirtschaft und Infrastruktur
Das reale Bruttoinlandsprodukt pro Kopf (engl. „per capita real GDP“) lag im Jahre 2016 bei 73.643 USD (nationaler Durchschnitt der 50 US-Bundesstaaten: 57.118; nationaler Rangplatz: 4). Connecticut ist einer der wohlhabendsten Bundesstaaten mit einem der höchsten Lebens- und Bildungsstandards.
Angebaut werden in Connecticut vorwiegend Getreide, Kartoffeln, Tabak, Mais und Hafer. Im Staat wird gewöhnliche Viehzucht betrieben.
Connecticut ist ein sehr industrieller Staat, unter anderem werden dort Flugzeugmotoren, Maschinen, Metallwaren, Textilien, Atom-U-Boote und chemische Erzeugnisse hergestellt. Angeblich wurde dort auch die Frisbee-Scheibe erfunden.
Die Arbeitslosenquote lag im Oktober 2018 bei 4,1 % (Landesdurchschnitt: 3,7 %).

## Bildung
Zu den größten staatlichen Hochschulen gehören die Central Connecticut State University, die University of Connecticut und die Southern Connecticut State University. Die bekanntesten privaten Hochschulen sind die Yale University, die Wesleyan University, die University of Hartford, die Fairfield University und das Connecticut College. Weitere Hochschulen sind in der Liste der Universitäten in Connecticut verzeichnet.